# Frederick Preston Rubidge
Frederick Preston Rubidge, (10 mars 1806 – 16 août 1897), est un architecte et  arpenteur-géomètre. Il est né en Angleterre et a émigré au Haut-Canada vers 1825 où il a suivi sa formation.
Rubidge s'est d'abord qualifié comme arpenteur provincial en 1831 et a effectué d'importants levés au cours des prochaines années. En 1841, le Conseil des travaux publics de la province du Canada (Travaux publics après 1846) est formé et il fait partie des premiers employés. Une grande partie de son travail consistait à concevoir des bâtiments publics. Il détient le titre d'ingénieur adjoint, mais devient architecte pour le département. Il a assumé divers rôles associés aux édifices du Parlement et des ministères à Ottawa. L'un des projets les plus intrigants concernait Rideau Hall, l'ancienne résidence de Thomas McKay, et sa conversion à la résidence officielle du gouverneur général du Canada.
Rubidge est retraité en 1872, à l'âge de 65 ans. Il meurt à Montréal en 1897.